# Reihensiedlung

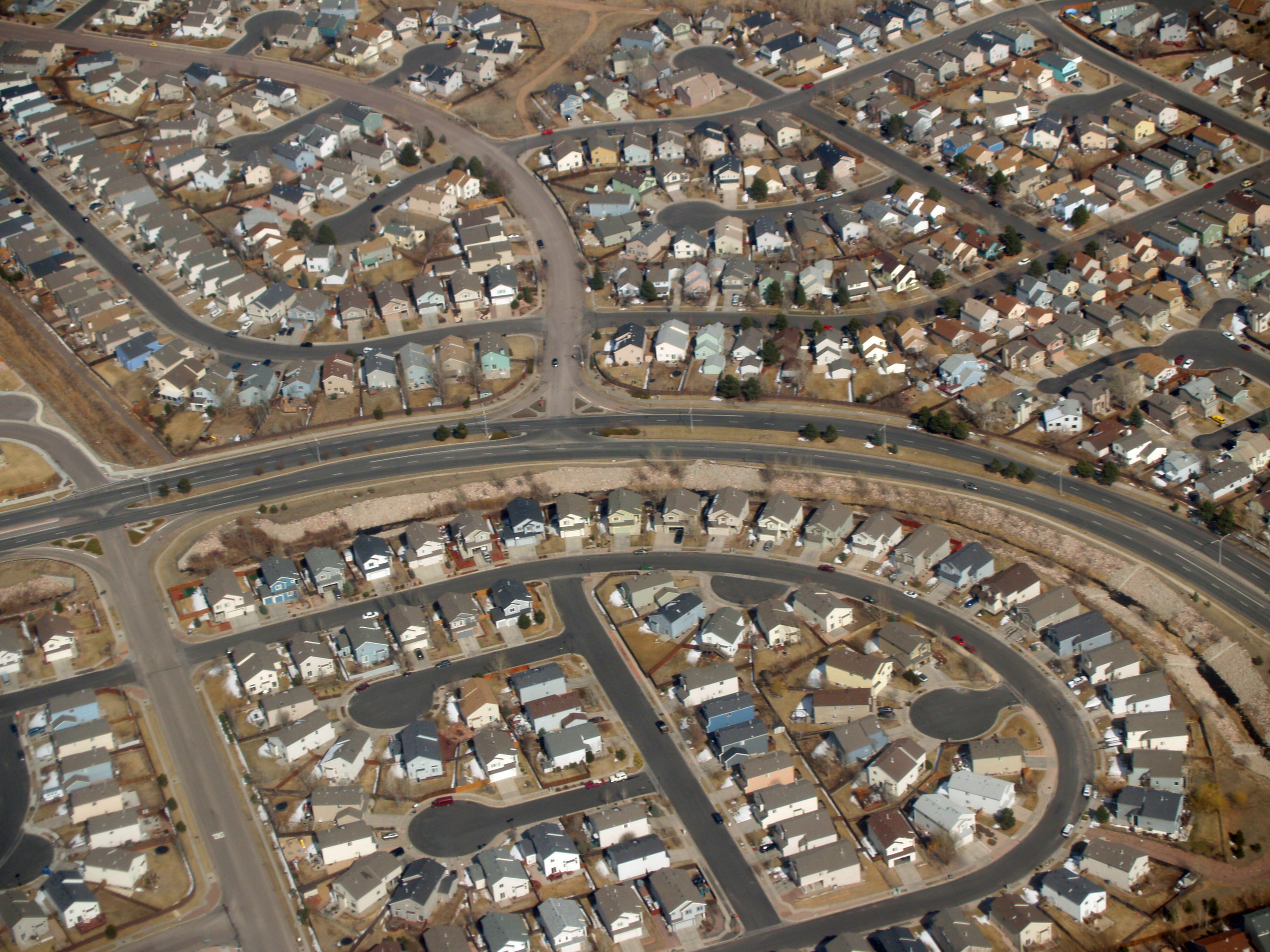
Vorstädtische Kolonie Colorado Springs, Colorado.

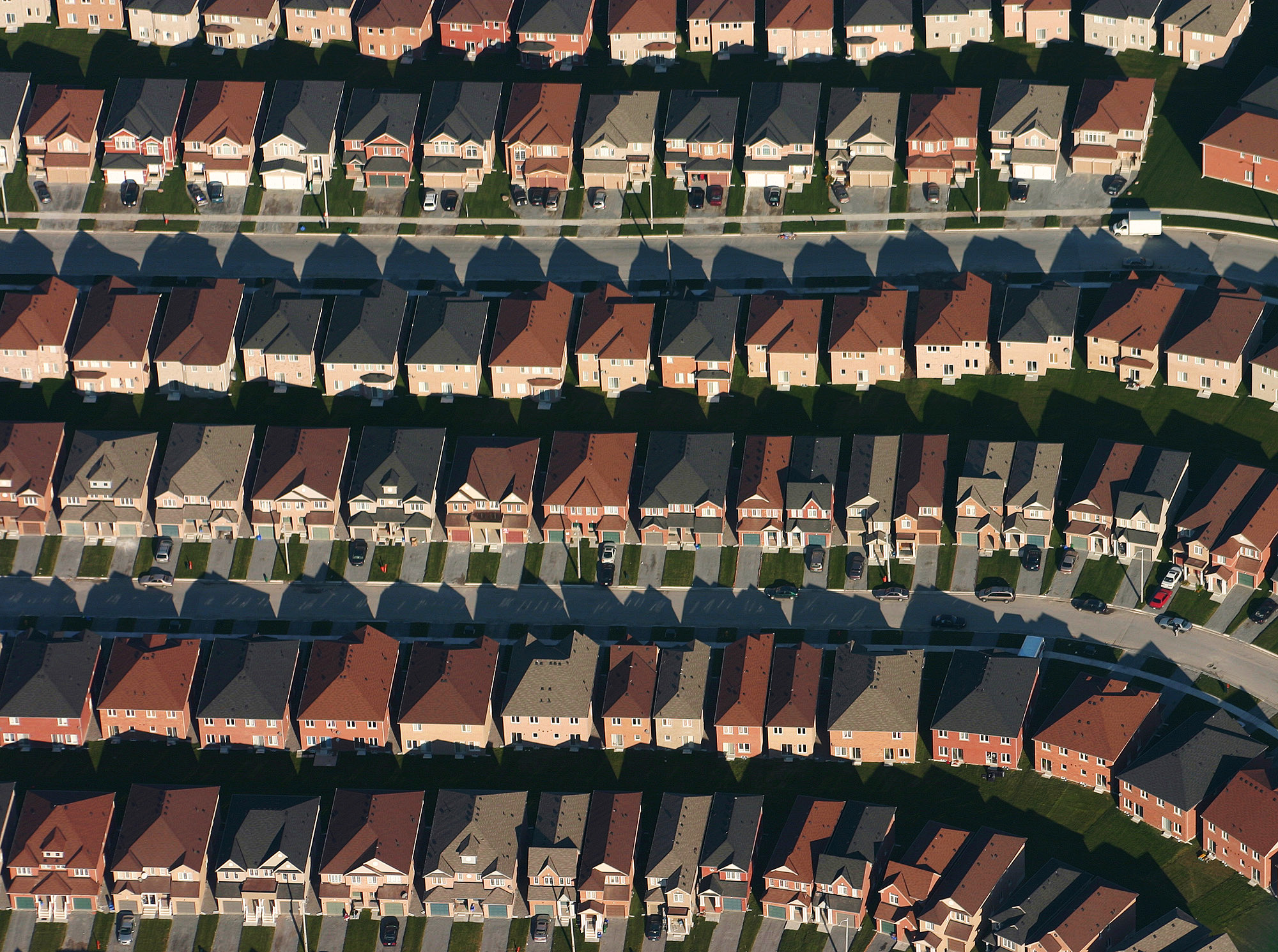
Luftbild der Reihenbebauung nahe Markham, Ontario.

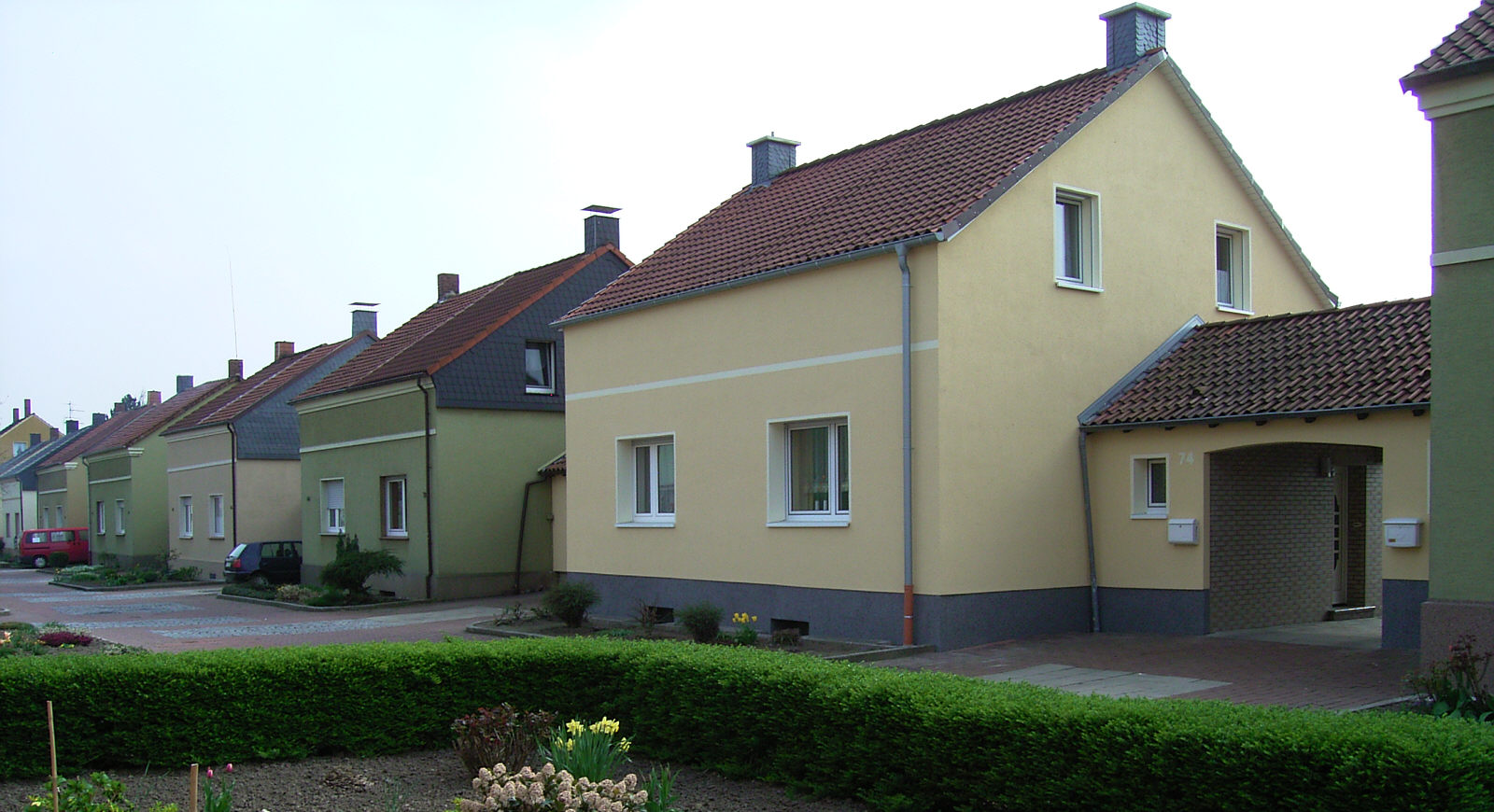
Zechenkolonie in Königsborn (Unna)

Eine Reihensiedlung ist eine geplante Stadtbebauung, die – anders als Reihenhaussiedlungen – aus separaten bzw. freistehenden Häusern besteht. Moderne Reihensiedlungen sind vor allem in Nordamerika anzutreffen, häufig in der Form des Tract Housing. Dabei errichtet eine Baufirma die Häuser eines Plangebietes in Serienfertigung und erzielt durch die effizientere Herstellung günstigere Preise im Vergleich zu individuell geplanten Häusern.
In Europa sind Reihensiedlungen vor allem in den Niederlanden anzutreffen, wo insbesondere in trockengelegten Gebieten (Landgewinnung) einander ähnelnde Häuser reihenweise errichtet wurden. Solche Reihensiedlungen verlaufen dann parallel zum Deich.
Reihensiedlungen wurden häufig in Ortsrandlage errichtet, z. B. Zechenkolonien.
In den USA gilt Levittown (New York) als das Musterbild des Tract Housing, als die amerikanische Form des (vor-)städtischen Lebens. In den ersten Jahrzehnten des Tract Housing wurden sehr gleichförmige Siedlungen mit teils nur einem einzigen Gebäudetyp errichtet. Moderne Tract-Housing-Gebiete zeigen in der äußeren Form eine sehr viel stärkere Variabilität, etwa durch Verwendung von unterschiedlichen Garagen oder Terrassen, auf der Grundlage eines identischen Baukerns. Durch die Standardisierung der Bauelemente kann erheblich Kosten gespart werden; so können Bauarbeiter auf wenige Handgriffe angelernt werden. Die Infrastruktur während des Bauens wird nur einmal für eine Vielzahl von Gebäuden angelegt und vielfach werden komplexe Teile wie Treppen, Dächer und Nasszellen in Werksanlagen vormontiert und angeliefert. Die verbreiteten Reihensiedlungen haben in den USA zu Spitznamen wie McHousing geführt, in Anlehnung an McDonald’s-Schnellrestaurants.
Großflächige Vorstädte (Suburbs) in Reihenbauweise werden oft dafür kritisiert, dass sie einzig auf Automobilität für den Zugang zu Lebensmittelmärkten, Arbeitsplätzen und Freizeitorten ausgelegt wurden.